# Jürgen Kuczynski

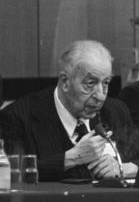
Jürgen Kuczynski en 1981.

Jürgen Kuczynski (Elberfeld, 17 de septiembre de 1904 - Berlín, 6 de agosto de 1997) fue un economista alemán.

## Primeros años
Era el mayor de los seis hijos del economista y demógrafo Robert René Kuczynski y su esposa la pintora Berta Gradenwitz Los niños crecieron en una pequeña villa en Schlachtensee, al suroeste de Berlín. Viniendo de una familia de académicos de izquierda, siendo un adolescente, Jürgen Kuczynski conoció personalmente a los líderes comunistas Karl Liebknecht y Rosa Luxemburgo. Su hermana Ursula, que se convirtió posteriormente en un espía que trabajaba para la Unión Soviética, fue una escritora conocida con el seudónimo de Ruth Werner.
Tras terminar la secundaria en 1922, realizó estudios de filosofía, estadística y economía política en  las universidades de Erlangen, Berlín y Heidelberg. En 1925 defendió su tesis sobre "El significado de la economía" y en Erlangen, obtuvo el grado de Doctor en Filosofía. En 1926 viajó a Estados Unidos y realizó estudios de postgrado en la Institución Brookings, hasta 1927. Allí conoció a la economista y traductora Marguerite Steinfeld, con quien se casó.

## Economista y militante
Fundó la Oficina de Investigación y se convirtió en el jefe de estadística, de la Federación Estadounidense del Trabajo (AFL), entre 1927 y 1929. Trabajó luego para el periódico soviético "Industrialización" (1929-1930), publicado en Berlín "Finanz-Politische y correspondencia" (1929-1933). 
Después de unirse al Partido Comunista de Alemania en 1930, fue el editor económico de «Die Rote Fahne» (La Bandera Roja). Entre 1931 y 1932 dirigió el departamento de información de la Oposición Sindical Revolucionario y desde 1933 participó activamente en la organización del movimiento sindical ilegal y en las actividades clandestinas del Partido Comunista y la resistencia contra el nazismo.
En 1936 se exilió en Gran Bretaña. Fue líder del equipo de los comunistas alemanes, cofundador de movimiento cultural "Alemania Libre" y trabajó analizando estadísticas para los servicios de inteligencia aliados (inglés, estadounidense y soviético).
Regresó a Alemania en 1945. Se incorporó al Partido Socialista Unificado de Alemania (SED) en 1946. Encabezó la gestión financiera central de la República Democrática Alemana, en Berlín; fue decano de la Facultad de Historia de la Universidad de Economía de Berlín entre 1945 y 1947; presidente de la Sociedad de la Amistad Germano-soviética entre 1947 y 1950; diputado de la Cámara Popular entre 1949 y 1958; director del Instituto Alemán de Economía entre 1949 y 1952; a partir de 1955 fue miembro de la Academia de Ciencias de la RDA; director del Instituto de Historia Económica de la Academia de Ciencias de la RDA entre 1956 y 1968 y; presidente del Comité Nacional de Historia Económica en los años 1965-1979. Se jubiló en 1968, pero mantuvo la condición de profesor emérito. En 1983 publicó el libro crítico Conversaciones con mis bisnietos. Tras la reunificación de Alemania, perseveró en el Partido del Socialismo Democrático y fue columnista del periódico Junge Welt.
Poseía una biblioteca con 70.000 libros, que ahora están en la Biblioteca Central y Regional de Berlín. Fue autor de más de 4 mil escritos.

## Obras en español
- 1946: Alemania bajo el fascismo, Montevideo, Pueblos Unidos.
- 1961: Breve historia de la economía, Buenos Aires, Platina.
- 1964: El camino cubano en la construccion del socialismo, La Habana, INRA.
- 1970: Historia de la clase obrera, Bogotá, Creset.
- 1981: El capitalismo: Sistema contra la humanidad, México, Nuestro Tiempo.